# رومن ماندل
رومن ماندل (انگلیسی: Romaine Mundle؛ زادهٔ ۲۴ آوریل ۲۰۰۳) بازیکن فوتبال اهل بریتانیا است که در حال حاضر برای ساندرلند در پست هافبک بازی می‌کند.
وی همچنین در تیم‌های ملی فوتبال زیر ۱۵ سال، زیر ۱۷ سال و زیر ۱۸ سال بریتانیا بازی کرده است.
از باشگاه‌هایی که در آن بازی کرده است می‌توان به استاندارد لیژ و ساندرلند اشاره کرد.

## زندگی حرفه‌ای

### باشگاه فوتبال تاتنهام هاتسپر
رومن ماندل از آکادمی جوانان باشگاه فوتبال تاتنهام هاتسپر رشد کرد. او در ماه مه ۲۰۲۱ نخستین قرارداد حرفه‌ای خود را با این باشگاه امضا کرد. فصل بعد او تمرین با تیم اول را آغاز کرد و برای نخستین بار در تاریخ ۱۹ اوت ۲۰۲۱ در چارچوب رقابت‌های لیگ کنفرانس اروپا برابر باشگاه فوتبال پاسوژ د فریرا در فهرست روز مسابقه قرار گرفت.
در فصل ۲۳–۲۰۲۲، او برای تیم دوم تاتنهام در رقابت‌های Premier League 2 بازی کرد و در آن‌جا هفت گل به ثمر رساند و چهار پاس گل داد.

### باشگاه فوتبال استاندارد لیژ
در ژوئن ۲۰۲۳، اعلام شد که ماندل پیشنهاد تمدید قرارداد از سوی باشگاه فوتبال تاتنهام هاتسپر را رد کرده و قراردادی چهار ساله با باشگاه فوتبال استاندارد لیژ امضا کرده‌است. او در ۳۰ ژوئیه ۲۰۲۳ نخستین بازی حرفه‌ای خود را برای باشگاه فوتبال استاندارد لیژ در برابر باشگاه فوتبال سنت ترویدن در ژوپیلر لیگ انجام داد.

### باشگاه فوتبال ساندرلند
در ۱ فوریه ۲۰۲۴، ماندل با قراردادی به مبلغ نامعلوم به باشگاه فوتبال ساندرلند در چمپیونشیپ پیوست.
ماندل نخستین بازی خود را برای باشگاه فوتبال ساندرلند در روز شنبه ۱۰ فوریه ۲۰۲۴ انجام داد و به عنوان بازیکن تعویضی وارد زمین شد؛ این بازی با پیروزی ۳–۱ باشگاه فوتبال ساندرلند برابر باشگاه فوتبال پلیموث آرگیل همراه بود. در سه‌شنبه ۱۳ مه ۲۰۲۵، ماندل در دیدار برگشت مرحله نیمه‌نهایی پلی‌آف چمپیونشیپ برابر باشگاه فوتبال کاونتری سیتی به عنوان یار جانشین وارد زمین شد و پاس گل برتری را داد تا باشگاه فوتبال ساندرلند در مجموع ۳–۲ پیروز شده و راهی فینال پلی‌آف شود.